# Hagiwara Sakutarō

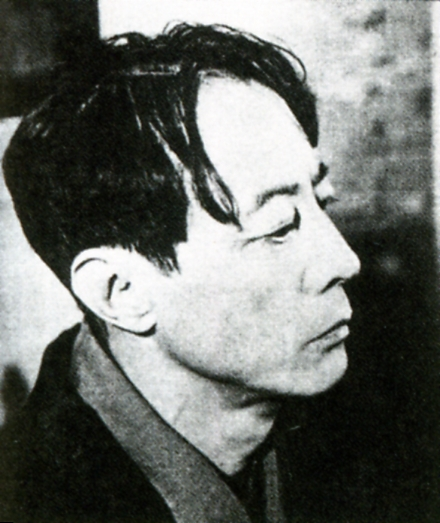
Hagiwara Sakutarō

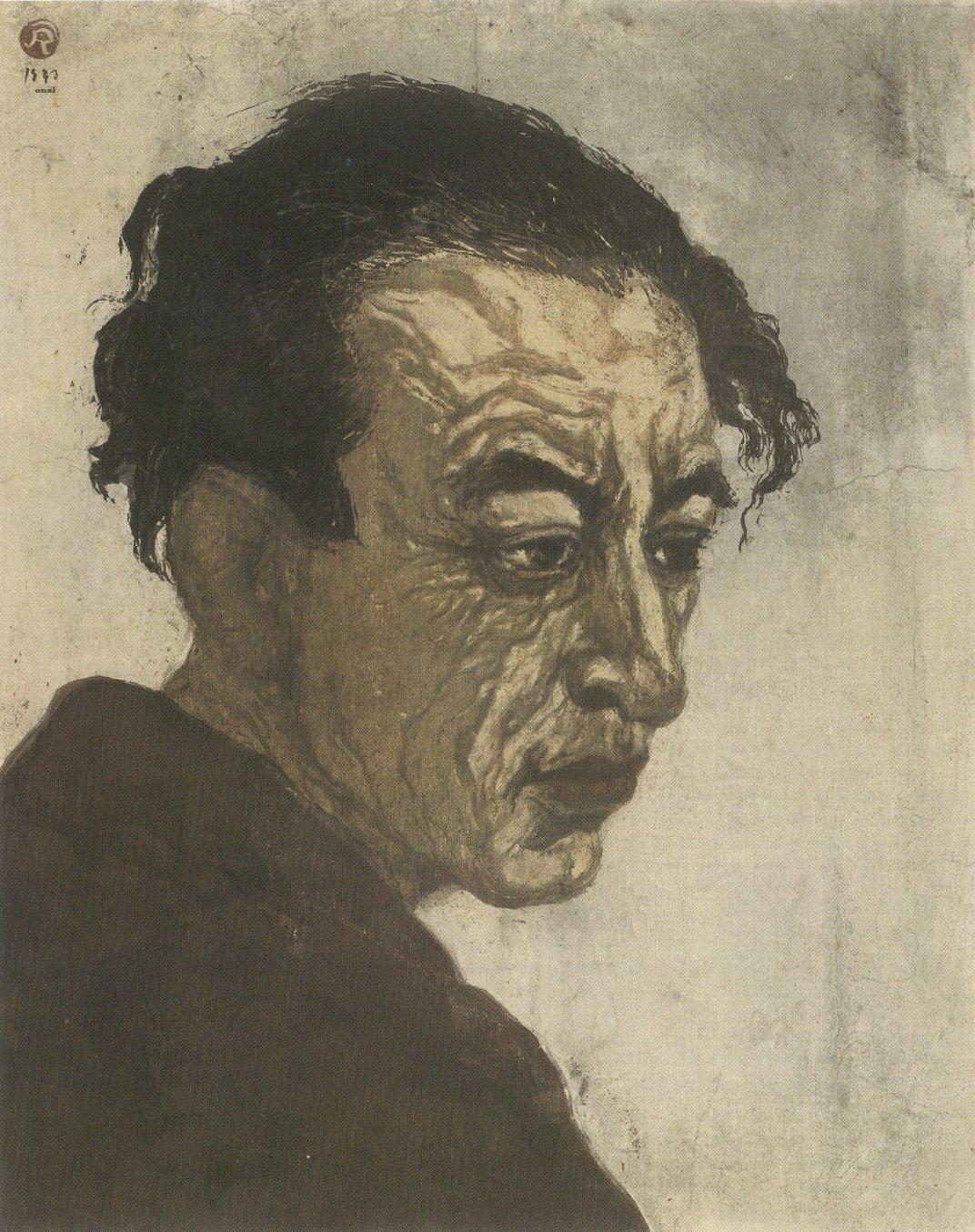
Hagiwara (Onchi Kōshirō)

Hagiwara Sakutarō (japanisch 萩原 朔太郎; * 1. November 1886 in Maebashi; † 11. Mai 1942 in Tokio) war ein japanischer Lyriker und Literaturkritiker.

## Leben und Werk
Hagiwara Sakutarō war der älteste Sohn eines Arztes in Maebashi. Obwohl seine Eltern damit nicht einverstanden waren, veröffentlichte er bereits als Jugendlicher Tanka in Literaturmagazinen wie Shinsei (新声) und Myōjō (明星). Unentschlossen, was eine Karriere anging, verließ er zwei Oberschulen und verbrachte anscheinend müßige Jahre in Maebashi und in Tokio.
1913 publizierte ein führender Dichter der Zeit, Kitahara Hakushū, fünf von Hagiwaras Versen in seiner Zeitschrift Zambon (朱欒) und Maeda Yūgures Magazinen Shika (詩歌) und Chijō Junrei (地上巡礼). 1914 gründete er mit Murō Saisei (室生 犀星) und Yamamura Bochō (山村 暮鳥) die Schriftstellergruppe Ningyo Shisha (人魚詩社), die das Literaturmagazin Takujō Funsui (卓上噴水) herausgab. 1915 gründete er mit Murō Saisei das Magazin Kanjō (感情).
Seinen Durchbruch als Lyriker brachte 1916 der Gedichtband Tsuki ni Hoeru, mit einer Einleitung von Kitahara, der die Anerkennung von Mori Ōgai und Yosano Akiko fand. Hagiwara benutzte eine präzise Sprache, die seinem musikalischen Sinn entsprach, und nicht den „Symbolismus“ von  Kitahara und den  anderen Dichter der Zeit. Sie benutzten ungewöhnliche Wörter und Ausdrücke, um eine farbige, aber auch mehrdeutige Welt darzustellen. In Aoneko (1923) zeigte Hagiwara seine Fähigkeit der genauen Beschreibung, wobei seine Skepsis und pessimistische Sichtweise auf das Leben zunahmen. Diese Sicht begann nach und nach sein Werk zu dominieren.
Hagiwaras Werk „Renai meika shū“ aus dem Jahr 1931, eine Sammlung der beliebtesten Gedichte, zeigt sein Verständnis für und seine Hingabe an die klassische japanische Dichtkunst. Sein „Kyōshu no shijin Buson“ (1936) behandelt den Haiku-Dichter des 18. Jahrhunderts Yosa Buson, der seinerseits eine Rückkehr zu Matsuo Bashō, also zum 17. Jahrhundert befürwortete.
Hagiwara kultivierte die Kunst des Aphorismus, schrieb Essays zur Theorie der Dichtkunst, gab Werke anderer Dichter heraus und hielt Vorträge über Literatur. Er unterrichtete kurz an der Meiji-Universität in Tokio. Sein Hauptwerk zur Literaturkritik, „Shi no genri“ (1928) enthält eine genaue Beschreibung seiner Ansichten und Praktiken zur Dichtkunst. „Shukumei“ (宿命; 1939) – „Schicksal“ – ist eine Sammlung seiner Prosa-Gedichte. Es ist eins der frühesten Beispiele dieses seltenen Typs in der Geschichte der japanischen Verskunst.
Zu Hagiwaras Ehren verleiht seine Heimatstadt seit 1993 den Hagiwara-Sakutarō-Preis für Gegenwartsdichtung.

## Werke (Auswahl)
- Tsuki ni hoeru (月に吠える, 1917), Gedichte, 1978 auf Englisch „Howling at the Moon“
- Aoneko (青猫, 1923), Gedichte, 1978 auf Englisch „The blue cat“
- Shi no genri (詩の原理, 1928, „Prinzipien der Poesie“), Essay
- Ren‘ai meika shū (恋愛名歌集, 1931), Essay
- Hyōtō (氷島, 1934), Gedichte
- Nekomachi (猫町, 1935), Erzählung
  - dt.: Stadt der Katzen. Aus dem Japanischen von Asa-Bettina Wuthenow. In: Hefte für ostasiatische Literatur, Nr. 21 (November 1996). iudicium Verlag, München 1996, hier: S. 9–26
- Kyōshū no shijin Yosa Buson (郷愁の詩人与謝蕪村, 1936, „Der nostalgische Dichter Yosa Buson“), Essay
- Shukumei (宿命, 1939, „Schicksal“), Gedichte